# Inticziuma
Inticziuma – rodzaj obrzędów u Aborygenów, których dokonanie – według ich wierzeń – ma zapewnić zachowanie równowagi w kosmosie, wyrównać liczbę zwierząt i roślin jadalnych, poprzez działania skierowane do przodków totemicznych. Obrzędy te obejmują wszystkie dobroczynne aspekty przyrody: słońce, wiatr, deszcz. Podczas obrzędu odgrywany jest przez mężczyzn mit, opowiadający o wędrówce przodka totemicznego i jego dokonaniach. Obrzędy dokonywane są w centrum totemicznym – miejscu odejścia przodka. Aborygeni wierzą również, że w centrach totemicznych mieszkają zarodki żywych istot – duchy czekające na kolejne wcielenie (zobacz też: reinkarnacja). Czas dokonywania rytuału pokrywa się z początkiem okresu wzmożonego występowania danego zwierzęcia lub rośliny totemicznej.